# خیابان ویسکانسین

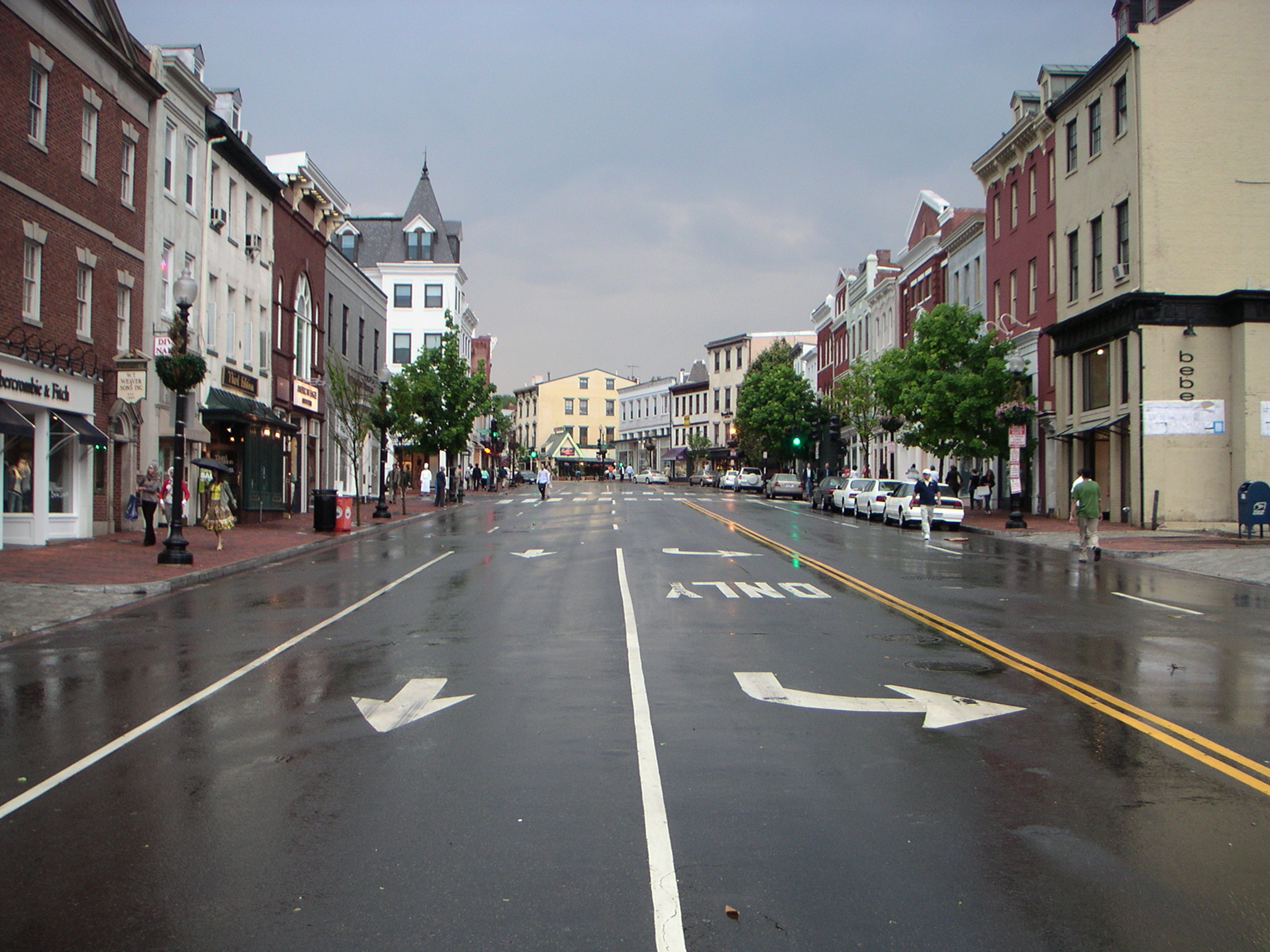
مغازه‌های خیابان ویسکانسین، دیده شده از خیابان ام، شمال غربی، در محله جورج تاون واشینگتن، دی. سی

خیابان ویسکانسین (به انگلیسی: Wisconsin Avenue) از گذرگاه‌های اصلی واشینگتن، دی. سی. و حومهٔ مریلندی آن است. این خیابان از جورج تاون درست در شمال رودخانه پوتومک، در تقاطعی با خیابان کی زیر آزادراه وایتهرست شروع می‌شود. قسمتی از خیابان ویسکانسین که در جورج تاون واقع است پیش از تغییر نام خیابان‌های جورج تاون در ۱۸۹۵های استریت خوانده می‌شد.
برخی از سفارت‌خانه‌ها و نمایندگی‌های دیپلماتیک در ایالات متحده از جمله سفارت‌های کامرون، سرکنسولگری ال سالوادور، نمایندگی سازمان آزادی بخش فلسطین (ساف) و دفتر حفاظت منافع جمهوری اسلامی ایران در این خیابان قرار دارند.